# きら (漫画家)
きら（1973年12月31日 - ）は、日本の漫画家。東京都出身。女性。血液型はO型。
1991年、『ザ マーガレット』（集英社）11月号に掲載の「まっすぐにいこう。」でデビュー。以後、『別冊マーガレット』『YOU』『コーラス』（いずれも集英社）などに作品を掲載。2000年、「まっすぐにいこう。」で第4回文化庁メディア芸術祭マンガ部門優秀賞を受賞。

## 来歴
幼いころから絵を描き、高校生の時に漫画を描くことを意識する。高校2年生ごろに初めて漫画を投稿し、1991年、高校3年生の時に「まっすぐにいこう。」が『ザ マーガレット』（集英社）に掲載されデビュー。ペンネームは、当時読んでいた小説の登場人物・綺羅姫に由来する。

## 作品リスト
- まっすぐにいこう。（1991年 - 、ザ マーガレット、デラックスマーガレット、別冊マーガレット、コーラス、集英社）- 単行本既刊26巻。2003年・2004年にテレビアニメ化。
  - OH MY DOG! まっすぐにいこう。〜キキの場合〜（2021年、オフィスユー）
- ハックルベリーにさよならを - 原作：成井豊。単行本全1巻。原作は演劇集団キャラメルボックスの公演。[4]
- シンクロオンチ!（2002年 - 不定期連載中、YOU、別冊YOU、集英社） - 単行本既刊5巻
- 裁いてみましょ。 （2003年、YOU）- 原作：酒井直行。単行本全1巻。
- GENJI 源氏物語（2004年 - 2005年、YOU、別冊YOU） - 単行本全4巻
- パティスリーMON（2006年 - 2008年、YOU） - 単行本全10巻。2024年に実写ドラマ化。[5]
- 尋常人間ZERO（2009年、YOU） - 原作：鈴木おさむ。単行本全1巻
- SQ（2010年、YOU） - 原作：長崎尚志。単行本全1巻
- 心臓よりも高く（2010年、デラックスマーガレット） - 単行本全1巻
- 僕らはみんな死んでいる♪（2010年 - 2013年、YOU） - 単行本全10巻。2013年に実写ドラマ化。[6]
- ポチフル（2014年 - 2015年、YOU） - 単行本全3巻
- アトリエ777（2015年 - 2017年、BE・LOVE、講談社） - 単行本全6巻
- 人生は薔薇の色 （2017年 - 2019年、オフィスユー） - 単行本全4巻
- 少女漫画のせいだからっ （2019年 - 2020年、オフィスユー） - 単行本全4巻